# Aporosa bourdillonii
Espèce
Classification phylogénétique
Statut de conservation UICN

 EN (mise à jour nécessaire) B1+2c : En danger
Aporosa bourdillonii est une espèce de plantes à fleurs de la famille des Phyllanthaceae endémique d'Inde.

## Répartition
Cette espèce est endémique d'Inde où elle est présente dans les États du Karnataka et du Kerala. Elle pousse dans la forêt tropicale humide de basse altitude.